# Egea Records
Egea Records es un sello discográfico italiano fundado en 1994 en la ciudad de Perugia.

## Historia
Fundada por Antonio Miscenà, actual director general del Festival de Música de Cartagena, recoge el legado de experiencias de producción anteriores realizadas con otro sello especializado en música clásica y antigua: Quadrivium. Los primeros 4 títulos del catálogo de EGEA se produjeron, entre 1991 y 1994, bajo el sello  Quadrivium y posteriormente se publicaron en el catálogo de Egea.
En su primera fase de producción, fue el punto de referencia para muchos músicos italianos que frecuentaban géneros cross-over (jazz clásico, jazz popular): Gabriele Mirabassi, Enrico Pieraniunzi, Mario Brunello, Pietro Tonolo, Bebo Ferra, Marco Zurzolo,Germano Mazzocchetti,  Cristina Zavalloni , Maria Pia de Vito, Rita Marcotulli, Stefano Cantini,  etc. Más tarde amplió sus horizontes al dar la bienvenida a artistas internacionales cuya música y espíritu de investigación y experimentación eran similares a la poética  de EGEA: Gil Goldstein, Marc Johnson, John Taylor, Marco Pereira, Sergio Assad, Guinga, André Mehmari, Kenny Wheeler, Richard Galliano, etc.
El grupo EGEA incluye otras marcas discográficas que han tenido vidas paralelas con respecto a la compañía madre, como: QUADRIVIUM, LE VELE, RADAR RECORDS y precisamente EGEA SMALL.

## Los otros sellos
- QUADRIVIUM, nacido en 1987, ha producido unos 100 títulos.Es especializa en música clásica y antigua,
- RADAR Record está atento a las nuevas propuestas de jóvenes artistas.
- EGEA Small nació como un sello especializado en música para niños. Sus producciones están estrechamente vinculadas a las experiencias de educación musical   llevadas a cabo, durante más de veinte años, en muchas escuelas en el área de Perugia.

## Editoria
EGEA Edizioni Musicali posee la mayoría de los derechos relacionados con las músicas contenidas en los CD producidos por el sello. Además, con la marca EGEA Edizioni, se producen  libros y publicaciones sobre contenido de interés musical.

## Discografía recomendada
- SCA 031 Gabriele Mirabassi Richard Galliano – Coloriage 1992
- 037 Enrico Pieranunzi – Nausicaa 1993
- 039 Paolo Fresu – Contos 1993
- 046 Maria Pia De Vito Rita Marcotulli – Nauplia 1995
- 050 Gianluigi Trovesi Gianni Coscia – Radici 1995
- 052 Gabriele Mirabassi Stefano Battaglia – Fiabe 1995
- 058 Battista Lena – Come una volta 1996
- 060 Pietro Tonolo – Un veliero all’orizzonte 1997
- 063 Maria Pia De Vito – Phoné 1998
- 064 Gabriele Mirabassi – Cambaluc 1997
- 066 Gianni Coscia – La Bottega 1999
- 067 Paolo Damiani – Mediana 1999
- 068 Gabriele Mirabassi Sergio Assad – Velho Retrato 1999
- 069 Pietro Tonolo Danilo Rea – Sotto la luna 999
- 070 Enrico Pieranunzi – Un’alba dipinta sui muri 1998
- 071 Enrico Pieranunzi – Con infinite voci 1999
- 072 Pietro Tonolo – Luna Park 2000
- 073 Mario Arcari – Il viandante immaginario 1999
- 076 Battista Lena – Mille Corde 1999
- 077 Marco Zurzolo – Ex Voto 2000
- 078 Enrico Pieranunzi Gabriele Mirabassi Marc Johnson – Racconti mediterranei 2000
- 079 Gabriele Mirabassi – Lo stortino 2000
- 080 Enrico Pieranunzi – Canto Nascosto 2000
- 081 Riccardo Zegna – Piccolo valzer 2000
- 082 Pietro Tonolo – Retrò 2000
- 083 Mario Raja – Amori Imperfetti 2000
- 088 Gabriele Mirabassi – 1-0 2001
- 086 Kenny Wheeler – Moon 2001
- 087 Marco Zurzolo – Napoli ventre del sud 2001
- 084 Pietro Tonolo Autunno 2001
- 074 Bebo Ferra – Isole 2002
- 089 Gianni Coscia – L’Archiliuto 2002
- 091 Pietro Tonolo Gil Goldstein Farfalle 2002
- 093 Enrico Pieranunzi – Perugia Suite 2002
- 094 Gianni Coscia – La bancarella 2002
- 097 Marco Zurzolo – Pulcinella 2002
- 095 Riccardo Zegna – Barcarola 2002
- 098 Enrico Pieranunzi – Trasnoche 2003
- 102 Lello Pareti – Il Circo 2003
- 101 Danilo Rea- Lirico 2003
- 100 Gabriele Mirabassi – Fuori le mura 2003
- 103 Bebo Ferra – Mari Pintau 2002
- 107 Gabriele Mirabassi Guinga – Graffiando Vento 2003
- 111 Paolo Damiani – Ladybird 2004
- 113 Arkè String Project – Acquario 2004
- 106 Enrico Pieranunzi – Les Amants 2004
- 114 Marco Zurzolo – 7 e mezzo 2005
- 118 Pietro Tonolo – Italian Songs 2005
- 104 Kenny Wheeler John Taylor Gabriele Mirabassi – New old age 2005
- 105 Pietro Tonolo Paul Motian – Oltremare 2005
- 117 Olivia Sellerio – Accabbanna 2005
- 120 Stefano Cantini – L’Amico del vento 2005
- 121 Enrico Pieranunzi – Danza di una ninfa 2005
- 122 Cristina Zavalloni – Idea 2005
- 126 Germano Mazzocchetti – Di mezzo il mare 2006
- 135 Paolo Damiani – Al tempo che farà 2006
- 124 Marco Pereira – Stella del mattino 2006
- 123 Riccardo Zegna – Carillon 2006
- 131 Guinga – Dialetto Carioca 2006
- 119 Lello Pareti – Maremma 2006
- 139 Cristina Zavalloni Andrea Rebaudengo – Tilim-bom 2008
- 127 Ada Montellanico – Il sole di un attimo 2008
- 133 Gabriele Mirabassi – Canto di ebano 2008
- 150 Nicola Piovani – Epta 2008
- 138 Mario Brunello – Odusia 2008
- 147 Mario Brunello Vivaldi 2008
- 146 Mario Brunello – Violoncello and 2008
- 152 Germano Mazzocchetti – Testasghemba 2009
- 145 Cristina Zavalloni – Solidago 2009
- 141 Marco Zurzolo – Migranti 2009
- 154 Angelo Valori Notturno mediterraneo 2009
- 148 Mario Brunello Andrea Lucchesini Lekeu-Schubert 2009
- 149 Pietro Tonolo – Mirando 2010
- 153 Peo Alfonsi Itaca 2010
- 125 Bebo Ferra – Luar 2010
- 159 Gabriele Mirabassi Andrè Mehmari Miramari 2010
- 155 Stefano Cantini – Errante 2010
- 156 Mario Brunello – Bach-Suite 2010
- 136 Enrico Blatti – Espresso 433 2010
- 157 Cristina Zavalloni – La donna di cristallo 2012
- 166 Andrè Mehmari – Veredas 2012
- 167 Peo Alfonsi – Il velo di Iside 2012
- 165 Gabriele Mirabassi – A testa in giù 2013
- 171 Marco Zurzolo – Da Istanbul a Napoli 2015
- 172 Mario Brunello Kremerata Baltica – John Tavener 2015
- 173 Enrico Pieranunzi Paul McCandless Marc Johnson – Nuovi racconti mediterranei 2014
- 175 Ensemble Ida y vuelta – El mar de los deseos 2016
- 180 Santiago Cañón Valencia Andrea Lucchesini – Schubert-Beethoven 2020

## Premios obtenidos
- 2001 Premio Critics Choice Award, por ser nominado entre  los  mejores  19 CD  jazz  del mundo - Racconti Mediterranei (Enrico Pieranunzi)
- 2006 Top jazz Mejor grupo , Rivista Musica Jazz - Egea Orchestra
- 2007 Top jazz Meior  Álbum , Rivista Musica Jazz - Al tempo che farà (Paolo Damiani)
- 2008 Top jazz Mejor  Álbum, Rivista Musica Jazz - Canto d'ebano (Gabriele Mirabassi)
- 2010 Mejor CD  disco del mes.  Maggio 2010, Giornale della musica - Suite di Bach (Mario Brunello)